# 2018-as sakkvilágbajnokság
 Ez a cikk a sakkjátszmák algebrai lejegyzését alkalmazza.
A 2018-as sakkvilágbajnokság a Nemzetközi Sakkszövetség (FIDE) által szervezett versenysorozat, amely az elért helyezések alapján a világkupán való indulásra jogosító zónaversenyekből és kontinensbajnokságokból, a világbajnokjelöltek versenyén való részvételhez kvalifikációt biztosító 2017-es világkupaversenyből, a 2017 folyamán lezajlott Grand Prix versenysorozatból, a nyolc legjobb versenyző részvételével rendezett világbajnokjelölti versenyből, valamint a döntőből állt.
A világbajnokjelölti verseny győztese, az amerikai Fabiano Caruana szerzett jogot arra, hogy a világbajnokság döntőjében megmérkőzzön a címvédő norvég Magnus Carlsennel. Bobby Fischer 1972-es világbajnoki győzelme óta ő lett az első amerikai születésű versenyző, aki világbajnoki döntőt játszhatott.
Az alapszakaszban 12 játszmásra tervezett világbajnoki döntőt 2018. november 9–28. között Londonban, a Holborne College-ban játszották, amely 6–6-os döntetlennel zárult, így rájátszásra került sor. A négy rapidjátszmára tervezett rájátszásban az első hármat Magnus Carlsen nyerte, ezzel megvédte világbajnoki címét.

## Kvalifikációs versenyek

### Kontinensbajnokságok és zónaversenyek
A világbajnoki cím sorsa a regnáló világbajnok és a kvalifikációs versenysorozat végén győztes versenyző közötti páros mérkőzésen dől el. A versenysorozat első lépcsői a kontinensbajnokságok és a zónaversenyek, amelyeken a sakkvilágkupán való részvételre lehet kvalifikációt szerezni.
A 2018-as sakkvilágbajnoki ciklusban a 128 fővel induló világkupán elindult a világbajnok Magnus Carlsen is. Rajta kívül a négy kontinensbajnokságról összesen 65 fő, a Nemzetközi Sakkszövetség (FIDE) által meghatározott zónák versenyeiről összesen 26 fő szerezhetett kvalifikációt. Jogosultságot szerzett az indulásra 18 fő az aktuális Élő-pontszáma, 4 fő az előző sakkvilágkupán elért eredménye alapján (az elődöntősök), a női sakkvilágbajnok, a legutóbbi két junior sakkvilágbajnok, a Professzionális Sakkozók Szervezete (ACP) által szervezett versenysorozat pontversenyének győztese, valamint a FIDE-elnök öt és a szervezőbizottság négy szabadkártyása is.

### A sakkvilágkupa
A 2017-es sakkvilágkupa a 128 kvalifikációt szerzett versenyző között kieséses rendszerű páros mérkőzések keretében zajlott 2017. szeptember 2–28. között Grúzia fővárosában, Tbilisziben. A versenyt az örmény Levon Aronján nyerte, miután a döntőben a rájátszásban 4–2 arányú győzelmet aratott a kínai Ting Li-zsen ellen. Ők ketten jutottak tovább a világbajnokjelöltek versenyébe.

### Grand Prix versenysorozat
A FIDE Grand Prix egy több tornából álló kiemelt erősségű versenysorozat a Nemzetközi Sakkszövetség (FIDE) szervezésében. A versenyeken elért helyezések után járó pontok összesített eredménye alapján az első két helyezett szerzett jogot a világbajnokjelöltek versenyén való indulásra. A Grand Prix résztvevői az előző sakkvilágkupán elért eredményeik, valamint aktuális Élő-pontszámuk alapján a világ legerősebb játékosai közül kerültek kiválasztásra.
A 2017-es Grand Prix négy versenyből állt, a 16 részvételre jogosult versenyzőnek ezek közül három versenyen kellett indulnia. A versenysorozatot az azeri Sahrijar Mamedjarov nyerte az orosz Alekszandr Griscsuk előtt. Ezzel az eredményükkel kvalifikációt szereztek a világbajnokjelöltek versenyén való indulásra.

## A világbajnokjelöltek versenye
A világbajnokjelöltek versenyét 2018. március 10–28. között kétfordulós körmérkőzés keretében Berlinben rendezték meg. A verseny főszponzora és szervezője az AGON cég volt. A verseny díjalapja 420 000 euró.
A résztvevő nyolc versenyző közül a győztes szerezhetett jogot a regnáló világbajnokkal, Magnus Carlsennel való megmérkőzésre a világbajnoki címért.
| Kvalifikáció | Versenyző           | Ország                    | Élő-p. (2018.03.) |
| --- | ------------------- | ------------------------- | ----------------- |
| A 2016-os sakkvilágbajnokság vesztese | Szergej Karjakin    | Oroszország               | 2763              |
| A 2017-es sakkvilágkupa két döntőse | Levon Aronján       | Örményország              | 2794              |
| A 2017-es sakkvilágkupa két döntőse | Ting Li-zsen        | Kína                      | 2769              |
| A FIDE Grand Prix 2017 két első helyezettje | Sahrijar Mamedjarov | Azerbajdzsán              | 2809              |
| A FIDE Grand Prix 2017 két első helyezettje | Alekszandr Griscsuk | Oroszország               | 2767              |
| A két legmagasabb átlagos Élő-pontszámmal rendelkező versenyző a kvalifikációt szerzetteken kívül (a 2017. január és 2017. december közötti 12 hónap átlagos Élő-pontszáma alapján) | Fabiano Caruana     | Amerikai Egyesült Államok | 2784              |
| A két legmagasabb átlagos Élő-pontszámmal rendelkező versenyző a kvalifikációt szerzetteken kívül (a 2017. január és 2017. december közötti 12 hónap átlagos Élő-pontszáma alapján) | Wesley So           | Amerikai Egyesült Államok | 2799              |
| A szervezőbizottság szabadkártyása | Vlagyimir Kramnyik  | Oroszország               | 2800              |

A tartalék a 2017-es Grand Prix 3. helyezettje, az azeri Tejmur Radzsabov, a következő tartalék az átlagos Élő-pontszám szerint következő versenyző, a francia Maxime Vachier-Lagrave volt, de az ő szereplésükre nem került sor.

### A világbajnokjelöltek egymás elleni eredményei
A világbajnokjelölti versenyen résztvevő nyolc versenyző közül a verseny kezdetéig egymás ellen játszott hagyományos időbeosztású játszmákat figyelembe véve a legjobb eredménnyel Levon Aronján rendelkezett, aki 33 alkalommal győzött riválisai ellen, és csak 25 alkalommal szenvedett vereséget, 109 döntetlen mellett. Őt Fabiano Caruana (24 győzelem, 21 vereség, 78 döntetlen), Ting Li-zsen (6 győzelem, 3 vereség, 33 döntetlen) és Sahrijar Mamedjarov (18 győzelem, 17 vereség, 64 döntetlen) követte. A többiek a verseny előtt negatív mérleggel rendelkeztek az egymás elleni eredményeiket tekintve. Érdekesség, hogy a versenyen éppen Levon Aronjan végzett az utolsó helyen.
|   | Versenyző           | Élő-p. | VR.h.[17] | Karjakin  | Aronján   | Ting     | Mamedjarov | Griscsuk | Caruana  | So       | Kramnyik | Össz.       |
| - | ------------------- | ------ | --------- | --------- | --------- | -------- | ---------- | -------- | -------- | -------- | -------- | ----------- |
| 1 | Szergej Karjakin    | 2763   | 13.       |           | 4−10 (19) | 0–1 (1)  | 3–5 (22)   | 3–3 (12) | 3–5 (23) | 1–1 (12) | 5–1 (12) | 19–26 (101) |
| 2 | Levon Aronján       | 2794   | 5.        | 10–4 (19) |           | 0–3 (8)  | 4–2 (11)   | 6–3 (24) | 6–5 (14) | 3–1 (6)  | 4–7 (27) | 33–25 (109) |
| 3 | Ting Li-zsen        | 2769   | 11.       | 1–0 (1)   | 3–0 (8)   |          | 0–0 (2)    | 0–0 (4)  | 0–2 (1)  | 2–1 (13) | 0–0 (4)  | 6–3 (33)    |
| 4 | Sahrijar Mamedjarov | 2809   | 2.        | 5–3 (22)  | 2–4 (11)  | 0–0 (2)  |            | 3–4 (8)  | 4–3 (8)  | 1–0 (3)  | 3–3 (10) | 18–17 (64)  |
| 5 | Alekszandr Griscsuk | 2767   | 12.       | 3–3 (12)  | 3–6 (24)  | 0–0 (4)  | 4–3 (8)    |          | 3–2 (7)  | 0–1 (0)  | 1–2 (13) | 14–17 (68)  |
| 6 | Fabiano Caruana     | 2784   | 8.        | 5–3 (23)  | 5–6 (14)  | 2–0 (1)  | 3–4 (8)    | 2–3 (7)  |          | 2–2 (14) | 5–3 (11) | 24–21 (78)  |
| 7 | Wesley So           | 2799   | 4.        | 1–1 (12)  | 1–3 (6)   | 1–2 (13) | 0–1 (3)    | 1–0 (2)  | 2–2 (14) |          | 2–0 (4)  | 8–9 (54)    |
| 8 | Vlagyimir Kramnyik  | 2800   | 3.        | 1–5 (12)  | 7–4 (27)  | 0–0 (4)  | 3–3 (10)   | 2–1 (13) | 3–5 (11) | 0–2 (4)  |          | 16–23 (81)  |
Megjegyzés: Zárójelben a döntetlen játszmák száma.

### A verseny szabályai
A világbajnokjelölti verseny szabályait külön szabályzat írta le.
A szabályzat szerint, ha az első és második helyen két vagy több versenyző között holtverseny alakul ki, akkor az alábbiak szerint döntik el a helyezéseket:
- az egymás elleni eredmény;
- a megnyert játszmák száma;
- a Sonneborn–Berger-számítás szerinti pontszám;
- rájátszás.

A gondolkodási idő 100 perc volt az első 40 lépésre, majd még 50 percet kaptak a következő 20 lépésre. Ha a játszma ez alatt nem fejeződött be, akkor további 15 perc állt rendelkezésükre az eredmény eldöntéséhez. A játékosok az első lépéstől kezdve lépésenként 30 másodperc többletidőt kaptak.

### A világbajnokjelöltek versenyének díjalapja
A 2018-as világbajnokjelöltek versenyének díjalapja 420 000 euró volt. A díj elosztása:
- 1. helyezés: 95 000 €
- 2. helyezés: 88 000 €
- 3. helyezés: 75 000 €
- 4. helyezés: 55 000 €
- 5. helyezés: 40 000 €
- 6. helyezés: 28 000 €
- 7. helyezés: 22 000 €
- 8. helyezés: 17 000 €

A holtversenyben végzett versenyzők között megosztották a helyezések szerint járó díjalapot.
A sorsolást 2018. február 9-én rendezték meg a Nemzetközi Sakkszövetség (FIDE) hivatalos helyiségében. Az azonos országból származó versenyzők esetében (az orosz Griscsuk, Karjakin és Kramnyik, valamint az amerikai Caruana és So) irányított sorsolást tartottak, így ők az 1. és a 8. fordulóban kerültek össze egymással.

### A sorsolás és a fordulók eredményei
Minden versenyző két alkalommal játszott a másik ellen: egyszer világossal, egyszer sötéttel. A fordulók közép-európai idő szerint 15 órakor kezdődtek. A pihenőnapok március 13-án, 17-én, 21-én és 25-én voltak. A fordulókat élőben meg lehetett követni a chess24.com oldalon.
Magyarázat: a név mellett jobbról, illetve balról a versenyző addig szerzett pontszáma szerepel, zöld színnel vastagon szedve azoknál a versenyzőknél, akik abban a fordulóban az élen állnak. A táblázat közepén az adott játszma eredménye.
A forduló dátumánál hivatkozásként jelezve az adott fordulóról készült részletes, képes beszámoló linkje.
| 1. forduló 2018.03.10.  | 1. forduló 2018.03.10. | 1. forduló 2018.03.10. | 1. forduló 2018.03.10. | 1. forduló 2018.03.10. |
| ----------------------- | ---------------------- | ---------------------- | ---------------------- | ---------------------- |
| Kramnyik                | 0                      | 1−0                    | 0                      | Griscsuk               |
| Karjakin                | 0                      | 0−1                    | 0                      | Mamedjarov             |
| Aronjan                 | 0                      | ½−½                    | 0                      | Li-zsen                |
| Caruana                 | 0                      | 1−0                    | 0                      | So                     |
|                         |                        |                        |                        |                        |
| 4. forduló 2018.03.14.  |                        |                        |                        |                        |
| Gruscsuk                | 1½                     | ½−½                    | 1½                     | Li-zsen                |
| Mamedjarov              | 2                      | ½−½                    | ½                      | So                     |
| Kramnyik                | 2½                     | 0−1                    | 2                      | Caruana                |
| Karjakin                | 1                      | 0−1                    | 1                      | Aronjan                |
|                         |                        |                        |                        |                        |
| 7. forduló 2018.03.18.  |                        |                        |                        |                        |
| Griscsuk                | 3                      | ½−½                    | 4                      | Mamedjarov             |
| Kramnyik                | 3                      | ½−½                    | 3                      | Li-zsen                |
| Karjakin                | 2                      | 1−0                    | 2½                     | So                     |
| Aronjan                 | 2½                     | 0−1                    | 4                      | Caruana                |
|                         |                        |                        |                        |                        |
| 10. forduló 2018.03.22. |                        |                        |                        |                        |
| Griscsuk                | 5                      | ½−½                    | 4½                     | Karjakin               |
| Kramnyik                | 3½                     | 1−0                    | 3½                     | Aronjan                |
| Mamedjarov              | 5½                     | ½−½                    | 6                      | Caruana                |
| Li-zsen                 | 4½                     | ½−½                    | 3½                     | So                     |
|                         |                        |                        |                        |                        |
| 13. forduló 2018.03.26. |                        |                        |                        |                        |
| Mamedjarov              | 6½                     | 1−0                    | 6½                     | Griscsuk               |
| Li-zsen                 | 6½                     | ½−½                    | 5½                     | Kramnyik               |
| So                      | 5                      | ½−½                    | 7                      | Karjakin               |
| Caruana                 | 7                      | 1−0                    | 4                      | Aronjan                |

| 2. forduló 2018.03.11.  | 2. forduló 2018.03.11. | 2. forduló 2018.03.11. | 2. forduló 2018.03.11. | 2. forduló 2018.03.11. |
| ----------------------- | ---------------------- | ---------------------- | ---------------------- | ---------------------- |
| Griscsuk                | 0                      | 1−0                    | 0                      | So                     |
| Li-zsen                 | ½                      | ½−½                    | 1                      | Caruana                |
| Mamedjarov              | 1                      | ½−½                    | ½                      | Aronjan                |
| Kramnyik                | 1                      | ½−½                    | 0                      | Karjakin               |
|                         |                        |                        |                        |                        |
| 5. forduló 2018.03.15.  |                        |                        |                        |                        |
| Aronjan                 | 2                      | ½−½                    | 2                      | Griscsuk               |
| Caruana                 | 3                      | ½−½                    | 1                      | Karjakin               |
| So                      | 1                      | ½−½                    | 2½                     | Kramnyik               |
| Li-zsen                 | 2                      | ½−½                    | 2½                     | Mamedjarov             |
|                         |                        |                        |                        |                        |
| 8. forduló 2018.03.19.  |                        |                        |                        |                        |
| Griscsuk                | 3½                     | 1−0                    | 3½                     | Kramnyik               |
| Mamedjarov              | 4½                     | ½−½                    | 3                      | Karjakin               |
| Li-zsen                 | 3½                     | ½−½                    | 2½                     | Aronjan                |
| So                      | 2½                     | ½−½                    | 5                      | Caruana                |
|                         |                        |                        |                        |                        |
| 11. forduló 2018.03.23. |                        |                        |                        |                        |
| Li-zsen                 | 5                      | ½−½                    | 5½                     | Griscsuk               |
| So                      | 4                      | ½−½                    | 6                      | Mamedjarov             |
| Caruana                 | 6½                     | ½−½                    | 4½                     | Kramnyik               |
| Aronjan                 | 3½                     | 0−1                    | 5                      | Karjakin               |
|                         |                        |                        |                        |                        |
| 14. forduló 2018.03.27. |                        |                        |                        |                        |
| Griscsuk                | 6½                     | 0−1                    | 8                      | Caruana                |
| Aronjan                 | 4                      | ½−½                    | 5½                     | So                     |
| Karjakin                | 7½                     | ½−½                    | 7                      | Li-zsen                |
| Kramnyik                | 6                      | ½−½                    | 7½                     | Mamedjarov             |

| 3. forduló 2018.03.12.  | 3. forduló 2018.03.12. | 3. forduló 2018.03.12. | 3. forduló 2018.03.12. | 3. forduló 2018.03.12. |
| ----------------------- | ---------------------- | ---------------------- | ---------------------- | ---------------------- |
| Karjakin                | ½                      | ½–½                    | 1                      | Griscsuk               |
| Aronjan                 | 1                      | 0–1                    | 1½                     | Kramnyik               |
| Caruana                 | 1½                     | ½–½                    | 1½                     | Mamedjarov             |
| So                      | 0                      | ½–½                    | 1                      | Li-zsen                |
|                         |                        |                        |                        |                        |
| 6. forduló 2018.03.16.  |                        |                        |                        |                        |
| Caruana                 | 3½                     | ½–½                    | 2½                     | Griscsuk               |
| So                      | 1½                     | 1–0                    | 2½                     | Aronjan                |
| Li-zsen                 | 2½                     | ½–½                    | 1½                     | Karjakin               |
| Mamedjarov              | 3                      | 1–0                    | 3                      | Kramnyik               |
|                         |                        |                        |                        |                        |
| 9. forduló 2018.03.20.  |                        |                        |                        |                        |
| So                      | 3                      | ½–½                    | 4½                     | Griscsuk               |
| Caruana                 | 5½                     | ½–½                    | 4                      | Li-zsen                |
| Aronjan                 | 3                      | ½–½                    | 5                      | Mamedjarov             |
| Karjakin                | 3½                     | 1–0                    | 3½                     | Kramnyik               |
|                         |                        |                        |                        |                        |
| 12. forduló 2018.03.24. |                        |                        |                        |                        |
| Griscsuk                | 6                      | ½–½                    | 3½                     | Aronjan                |
| Karjakin                | 6                      | 1–0                    | 7                      | Caruana                |
| Kramnyik                | 5                      | ½–½                    | 4½                     | So                     |
| Mamedjarov              | 6½                     | 0–1                    | 5½                     | Li-zsen                |

| H.[33] | Versenyző                 | Élő-p. 2018-03[34] | 1 | 1 | 2 | 2 | 3 | 3 | 4 | 4 | 5 | 5 | 6 | 6 | 7 | 7 | 8 | 8 | Pont | Holtv.eld.[35] | Holtv.eld.[35] | Előrehaladási táblázat (fordulók) | Előrehaladási táblázat (fordulók) | Előrehaladási táblázat (fordulók) | Előrehaladási táblázat (fordulók) | Előrehaladási táblázat (fordulók) | Előrehaladási táblázat (fordulók) | Előrehaladási táblázat (fordulók) | Előrehaladási táblázat (fordulók) | Előrehaladási táblázat (fordulók) | Előrehaladási táblázat (fordulók) | Előrehaladási táblázat (fordulók) | Előrehaladási táblázat (fordulók) | Előrehaladási táblázat (fordulók) | Előrehaladási táblázat (fordulók) | Hely. |
| H.[33] | Versenyző                 | Élő-p. 2018-03[34] | 1 | 1 | 2 | 2 | 3 | 3 | 4 | 4 | 5 | 5 | 6 | 6 | 7 | 7 | 8 | 8 | Pont | Ee.[36]        | Ny.[37]        | 1                                 | 2                                 | 3                                 | 4                                 | 5                                 | 6                                 | 7                                 | 8                                 | 9                                 | 10                                | 11                                | 12                                | 13                                | 14                                | Hely. |
| ------ | ------------------------- | ------------------ | - | - | - | - | - | - | - | - | - | - | - | - | - | - | - | - | ---- | -------------- | -------------- | --------------------------------- | --------------------------------- | --------------------------------- | --------------------------------- | --------------------------------- | --------------------------------- | --------------------------------- | --------------------------------- | --------------------------------- | --------------------------------- | --------------------------------- | --------------------------------- | --------------------------------- | --------------------------------- | ----- |
| 1.     | Vlagyimir Kramnyik (RUS)  | 2800               |   |   | ½ | 0 | 1 | 1 | 0 | ½ | ½ | ½ | ½ | ½ | 0 | ½ | 1 | 0 | 6½   | 1–1            | 3              | 1                                 | 1½                                | 2½                                | 2½                                | 3                                 | 3                                 | 3½                                | 3½                                | 3½                                | 4½                                | 5                                 | 5½                                | 6                                 | 6½                                | 5.    |
| 2.     | Szergej Karjakin (RUS)    | 2763               | ½ | 1 |   |   | 0 | 1 | ½ | 1 | 1 | ½ | ½ | ½ | 0 | ½ | ½ | ½ | 8    | ½–1½           |                | 0                                 | ½                                 | 1                                 | 1                                 | 1½                                | 2                                 | 3                                 | 3½                                | 4½                                | 5                                 | 6                                 | 7                                 | 7½                                | 8                                 | 3.    |
| 3.     | Levon Aronján (ARM)       | 2794               | 0 | 0 | 1 | 0 |   |   | 0 | 0 | 0 | ½ | ½ | ½ | ½ | ½ | ½ | ½ | 4½   |                |                | ½                                 | 1                                 | 1                                 | 2                                 | 2½                                | 2½                                | 2½                                | 3                                 | 3½                                | 3½                                | 3½                                | 4                                 | 4                                 | 4½                                | 8.    |
| 4.     | Fabiano Caruana (USA)     | 2784               | 1 | ½ | ½ | 0 | 1 | 1 |   |   | 1 | ½ | ½ | ½ | ½ | ½ | ½ | 1 | 9    |                |                | 1                                 | 1½                                | 2                                 | 3                                 | 3½                                | 4                                 | 5                                 | 5½                                | 6                                 | 6½                                | 7                                 | 7                                 | 8                                 | 9                                 | 1.    |
| 5.     | Wesley So (USA)           | 2799               | ½ | ½ | 0 | ½ | 1 | ½ | 0 | ½ |   |   | ½ | ½ | ½ | ½ | 0 | ½ | 6    |                |                | 0                                 | 0                                 | ½                                 | 1                                 | 1½                                | 2½                                | 2½                                | 3                                 | 3½                                | 4                                 | 4½                                | 5                                 | 5½                                | 6                                 | 7.    |
| 6.     | Ting Li-zsen (CHN)        | 2769               | ½ | ½ | ½ | ½ | ½ | ½ | ½ | ½ | ½ | ½ |   |   | ½ | 1 | ½ | ½ | 7½   |                |                | ½                                 | 1                                 | 1½                                | 2                                 | 2½                                | 3                                 | 3½                                | 4                                 | 4½                                | 5                                 | 5½                                | 6½                                | 7                                 | 7½                                | 4.    |
| 7.     | Sahrijar Mamedjarov (AZE) | 2809               | 1 | ½ | 1 | ½ | ½ | ½ | ½ | ½ | ½ | ½ | ½ | 0 |   |   | ½ | 1 | 8    | 1½–½           |                | 1                                 | 1½                                | 2                                 | 2½                                | 3                                 | 4                                 | 4½                                | 5                                 | 5½                                | 6                                 | 6½                                | 6½                                | 7½                                | 8                                 | 2.    |
| 8.     | Alekszandr Griscsuk (RUS) | 2767               | 0 | 1 | ½ | ½ | ½ | ½ | ½ | 0 | 1 | ½ | ½ | ½ | ½ | 0 |   |   | 6½   | 1–1            | 2              | 0                                 | 1                                 | 1½                                | 2                                 | 2½                                | 3                                 | 3½                                | 4½                                | 5                                 | 5½                                | 6                                 | 6½                                | 6½                                | 6½                                | 6.    |
Jelmagyarázat: A győzelem 1, a döntetlen ½, a vereség 0 ponttal jelölve.
A világbajnokjelöltek versenyét az amerikai Fabiano Caruana nyerte, ezzel jogot szerzett arra, hogy a világbajnoki címért mérkőzhessen a regnáló világbajnok Magnus Carlsennel.
A világbajnokjelöltek versenyének összes játszmája megtalálható a chessgames.com oldalon.

## A világbajnoki döntő
A világbajnoki döntő 12 játszmás páros mérkőzésére és a rájátszásra 2018. november 9–28. között került sor a világbajnoki cím védője, a norvég Magnus Carlsen és az amerikai Fabiano Caruana között.

### Az egymás elleni eredmények
A világbajnoki döntő előtt 33 klasszikus időbeosztású és 23 rapid- és villámjátékot, valamint bemutatójátékot játszottak. Az eredmények Carlsen fölényét mutatják.
| Egymás elleni eredmények  | Egymás elleni eredmények            | Egymás elleni eredmények | Egymás elleni eredmények | Egymás elleni eredmények | Egymás elleni eredmények |
|                           |                                     | Carlsen nyert            | döntetlen                | Caruana nyert            | össz.                    |
| ------------------------- | ----------------------------------- | ------------------------ | ------------------------ | ------------------------ | ------------------------ |
| Klasszikus                | Carlsen (világos) – Caruana (sötét) | 5                        | 10                       | 2                        | 17                       |
| Klasszikus                | Caruana (világos) – Carlsen (sötét) | 5                        | 8                        | 3                        | 16                       |
| Klasszikus                | Össz.                               | 10                       | 18                       | 5                        | 33                       |
| Villám / rapid / bemutató | Villám / rapid / bemutató           | 13                       | 4                        | 6                        | 23                       |
| Össz.                     | Össz.                               | 23                       | 22                       | 11                       | 56                       |

### Szabályok
A világbajnoki döntőre vonatkozó speciális szabályokat a Nemzetközi Sakkszövetség (FIDE) külön szabályzatban rögzítette.

#### Az alapszakasz
Az előzetesen lefektetett szabályok szerint a világbajnoki döntő mérkőzése 12 játszmáig tart, és az a játékos kapja meg a világbajnoki címet, aki előbb ér el 6,5 pontot. Ha a 12. játszma után az állás 6–6, akkor rájátszás következik. Az egyes játszmákban játékosonként 100–100 perc áll rendelkezésre az első 40 lépés megtételére, majd 50–50 perc a következő 20 lépésre, végül 15-15 perc a játszma befejezéséig. Az első lépéstől kezdve lépésenként 30 másodperc többletidőt kapnak.

#### A rájátszás
A rájátszásban először négy rapidsakkjátszmára kerül sor 25-25 perc gondolkodási idővel és 10-10 másodperc többletidővel lépésenként. Ha ez sem döntene, akkor két villámsakkjátszma következik 5-5 perc gondolkodási idővel és lépésenként 3-3 másodperc többletidővel. Szükség szerint ezt a kétjátszmás villámsakkrájátszást ötször ismétlik, amíg valamelyik játékos meg nem szerzi a győzelmet. Ha a mérkőzés állása még ezt követően is eldöntetlen, azaz összesítésben 13-13, akkor a „hirtelen halál” játszma döntene, ahol világosnak 5, sötétnek 4 perce van, de döntetlen esetén sötét győzelmét hirdetik ki.

#### A színelosztás
A nyitóünnepségen sorsolással döntik el, hogy az első fordulóban ki kezd a világos színekkel. A 6. fordulót követően a színelosztást megfordítják. Ha a 12 játszma alatt nem születik döntés, akkor a rapidjátszmák előtt újra sorsolnak, hogy ki kezdi világossal a rájátszás játszmáit.

### Díjazás
A két játékos között szétosztásra kerülő díjalap minimum 1 millió euró, amelynek 60%-a a győztest, 40%-a a vesztest illeti. Ha a mérkőzés csak a rájátszásban dől el, akkor a győztes a díjalap 55%-át, a vesztes 45%-át kapja.

## A fordulók eredményei és a játszmák
A játszmák élőben voltak követhetők a chess24.com oldalon. Az esetleges csalások megelőzése érdekében az élő közvetítés félórás eltolással kezdődött. A rájátszás összes játszmájára egy napon, 2018. november 28-án került sor.
| Versenyző       | Ország                    | Élő-p. | Klasszikus időbeosztás mellett | Klasszikus időbeosztás mellett | Klasszikus időbeosztás mellett | Klasszikus időbeosztás mellett | Klasszikus időbeosztás mellett | Klasszikus időbeosztás mellett | Klasszikus időbeosztás mellett | Klasszikus időbeosztás mellett | Klasszikus időbeosztás mellett | Klasszikus időbeosztás mellett | Klasszikus időbeosztás mellett | Klasszikus időbeosztás mellett | Pont | Rájátszás (rapid) | Rájátszás (rapid) | Rájátszás (rapid) | Rájátszás (rapid) | Össz | Végeredm. |
| Versenyző       | Ország                    | Élő-p. | 1. nov. 9.                     | 2. nov. 10.                    | 3. nov. 12.                    | 4. nov. 13.                    | 5. nov. 15.                    | 6. nov. 16.                    | 7. nov. 18.                    | 8. nov. 19.                    | 9. nov. 21.                    | 10. nov. 22.                   | 11. nov. 24.                   | 12. nov. 26.                   | Pont | 1                 | 2                 | 3                 | 4                 | Össz | Végeredm. |
| --------------- | ------------------------- | ------ | ------------------------------ | ------------------------------ | ------------------------------ | ------------------------------ | ------------------------------ | ------------------------------ | ------------------------------ | ------------------------------ | ------------------------------ | ------------------------------ | ------------------------------ | ------------------------------ | ---- | ----------------- | ----------------- | ----------------- | ----------------- | ---- | --------- |
| Magnus Carlsen  | Norvégia                  | 2835   | ½                              | ½                              | ½                              | ½                              | ½                              | ½                              | ½                              | ½                              | ½                              | ½                              | ½                              | ½                              | 6    | 1                 | 1                 | 1                 |                   | 3    | 9         |
| Fabiano Caruana | Amerikai Egyesült Államok | 2832   | ½                              | ½                              | ½                              | ½                              | ½                              | ½                              | ½                              | ½                              | ½                              | ½                              | ½                              | ½                              | 6    | 0                 | 0                 | 0                 |                   | 0    | 6         |

Jelmagyarázat: az egyes cellák hátterének színe azt jelzi, hogy az adott játszmában melyik játékos játszott világos, illetve sötét színnel. Az 1 a győzelmet, a ½ a döntetlent, a 0 a vereséget jelzi.

### 1. játszma
Az 1. játszmában a szicíliai védelem Rossolimo-változata (ECO B31) került terítékre. A 15. lépést követően már sötét előnye látszott. Carlsen a 30–40. lépések között több gyengébbet húzott, így ezt az előnyt nem tudta a győzelemig fokozni. A 34. lépésben Ve5 vagy Vf6 lépéssel, fenyegetve a Vb2 betöréssel a világos vezérszárnyi gyalogok közé, nyerő állást érhetett volna el. A 40. Fxc3 lépésével lehetővé tette Caruana számára, hogy döntetlen végjátékra egyszerűsítse az állást. Az első játszma több, mint 7 órán keresztül tartott.
Caruana–Carlsen: 1. e4 c5 2. Hf3 Hc6 3. Fb5 g6 4. Fxc6 dxc6 5. d3 Fg7 6. h3 Hf6 7. Hc3 Hd7 8. Fe3 e5 9. O-O b6 10. Hh2 Hf8 11. f4 exf4 12. Bxf4 Fe6 13. Bf2 h6 14. Vd2 g5 15. Baf1 Vd6 16. Hg4 O-O-O 17. Hf6 Hd7 18. Hh5 Fe5 19. g4 f6 20. b3 Ff7 21. Hd1 Hf8 22. Hxf6 He6 23. Hh5 Fxh5 24. gxh5 Hf4 25. Fxf4 gxf4 26. Bg2 Bhg8 27. Ve2 Bxg2+ 28. Vxg2 Ve6 29. Hf2 Bg8 30. Hg4 Ve8 31. Vf3 Vxh5 32. Kf2 Fc7 33. Ke2 Vg5 34. Hh2 h5 35. Bf2 Vg1 36. Hf1 h4 37. Kd2 Kb7 38. c3 Fe5 39. Kc2 Vg7 40. Hh2 Fxc3 41. Vxf4 Fd4 42. Vf7+ Ka6 43. Vxg7 Bxg7 44. Be2 Bg3 45. Hg4 Bxh3 46. e5 Bf3 47. e6 Bf8 48. e7 Be8 49. Hh6 h3 50. Hf5 Ff6 51. a3 b5 52. b4 cxb4 53. axb4 Fxe7 54. Hxe7 h2 55. Bxh2 Bxe7 56. Bh6 Kb6 57. Kc3 Bd7 58. Bg6 Kc7 59. Bh6 Bd6 60. Bh8 Bg6 61. Ba8 Kb7 62. Bh8 Bg5 63. Bh7+ Kb6 64. Bh6 Bg1 65. Kc2 Bf1 66. Bg6 Bh1 67. Bf6 Bh8 68. Kc3 Ba8 69. d4 Bd8 70. Bh6 Bd7 71. Bg6 Kc7 72. Bg5 Bd6 73. Bg8 Bh6 74. Ba8 Bh3+ 75. Kc2 Ba3 76. Kb2 Ba4 77. Kc3 a6 78. Bh8 Ba3+ 79. Kb2 Bg3 80. Kc2 Bg5 81. Bh6 Bd5 82. Kc3 Bd6 83. Bh8 Bg6 84. Kc2 Kb7 85. Kc3 Bg3+ 86. Kc2 Bg1 87. Bh5 Bg2+ 88. Kc3 Bg3+ 89. Kc2 Bg4 90. Kc3 Kb6 91. Bh6 Bg5 92. Bf6 Bh5 93. Bg6 Bh3+ 94. Kc2 Bh5 95. Kc3 Bd5 96. Bh6 Kc7 97. Bh7+ Bd7 98. Bh5 Bd6 99. Bh8 Bg6 100. Bf8 Bg3+ 101. Kc2 Ba3 102. Bf7+ Kd6 103. Ba7 Kd5 104. Kb2 Bd3 105. Bxa6 Bxd4 106. Kb3 Be4 107. Kc3 Bc4+ 108. Kb3 Kd4 109. Bb6 Kd3 110. Ba6 Bc2 111. Bb6 Bc3+ 112. Kb2 Bc4 113. Kb3 Kd4 114. Ba6 Kd5 115. Ba8 ½–½

### 2. játszma
Carlsen első világossal játszott játszmájában az Elhárított vezércselt (ECO D37) választotta. Caruana az első játszmával ellentétben ezúttal gyorsan és magabiztosan játszott. Carlsen világossal nem tudott előnybe kerülni, sőt szétszakított gyalogjai és gyaloghátránya miatt a végjátékban neki kellett a döntetlenért játszani.
Carlsen–Caruana: 1.d4 Hf6 2. Hf3 d5 3. c4 e6 4. Hc3 Fe7 5. Ff4 O-O 6. e3 c5 7. dxc5 Fxc5 8. Vc2 Hc6 9. a3 Va5 10. Bd1 Bd8 11. Fe2 He4 12. O-O Hxc3 13. bxc3 h6 14. a4 He7 15. He5 Fd6 16. cxd5 Hxd5 17. Ff3 Hxf4 18. exf4 Fxe5 19. Bxd8+ Vxd8 20. fxe5 Vc7 21. Bb1 Bb8 22. Vd3 Fd7 23. a5 Fc6 24. Vd6 Vxd6 25. exd6 Fxf3 26. gxf3 Kf8 27. c4 Ke8 28. a6 b6 29. c5 Kd7 30. cxb6 axb6 31. a7 Ba8 32. Bxb6 Bxa7 33. Kg2 e5 34. Bb4 f5 35. Bb6 Ke6 36. d7+ Kxd7 37. Bb5 Ke6 38. Bb6+ Kf7 39. Bb5 Kf6 40. Bb6+ Kg5 41. Bb5 Kf4 42. Bb4+ e4 43. fxe4 fxe4 44. h3 Ba5 45. Bb7 Bg5+ 46. Kf1 Bg6 47. Bb4 Bg5 48. Bb7 Bg6 49. Bb4 ½–½

### 3. játszma
A 3. játszmában megismételték az 1. játszma megnyitását a szicíliai védelem Nimzowitsch–Rossolimo-támadását (ECO B31), amelytől Caruana tért el először a 6. lépésben. A játszma nyugodt mederben folyt, és elméleti döntetlen állásban ért véget.
Caruana–Carlsen: 1. e4 c5 2. Hf3 Hc6 3. Fb5 g6 4. Fxc6 dxc6 5. d3 Fg7 6. O-O Vc7 7. Be1 e5 8. a3 Hf6 9. b4 O-O 10. Hbd2 Fg4 11. h3 Fxf3 12. Hxf3 cxb4 13. axb4 a5 14. bxa5 Bxa5 15. Fd2 Baa8 16. Vb1 Hd7 17. Vb4 Bfe8 18. Fc3 b5 19. Bxa8 Bxa8 20. Ba1 Bxa1+ 21. Fxa1 Va7 22. Fc3 Va2 23. Vb2 Vxb2 24. Fxb2 f6 25. Kf1 Kf7 26. Ke2 Hc5 27. Fc3 He6 28. g3 Ff8 29. Hd2 Hg5 30. h4 He6 31. Hb3 h5 32. Fd2 Fd6 33. c3 c5 34. Fe3 Ke7 35. Kd1 Kd7 36. Kc2 f5 37. Kd1 fxe4 38. dxe4 c4 39. Hd2 Hc5 40. Fxc5 Fxc5 41. Ke2 Kc6 42. Hf1 b4 43. cxb4 Fxb4 44. He3 Kc5 45. f4 exf4 46. gxf4 Fa5 47. f5 gxf5 48. Hxc4 Kxc4 49. exf5 ½-½

### 4. játszma
A 4. játszmában Carlsen meglepetésre c4-gyel nyitott. Világbajnoki döntőben másodszor választotta az angol megnyitást, először 2013-ban az Ánand elleni döntő 5. játszmájában, amelyet megnyert. Az angol megnyitás négyhuszáros, királyszárnyi fianchetto (ECO A29) változatában egyik félnek sem sikerült előnyre szert tennie, így a játszma még az első időkontroll előtt pontosztozkodással ért véget.
Carlsen–Caruana: 1.c4 e5 2. Hc3 Hf6 3. Hf3 Hc6 4. g3 d5 5. cxd5 Hxd5 6. Fg2 Fc5 7. O-O O-O 8. d3 Be8 9. Fd2 Hxc3 10. Fxc3 Hd4 11. b4 Fd6 12. Bb1 Hxf3+ 13. Fxf3 a6 14. a4 c6 15. Be1 Fd7 16. e3 Vf6 17. Fe4 Ff5 18. Vf3 Fxe4 19. Vxf6 gxf6 20. dxe4 b5 21. Bed1 Ff8 22. axb5 axb5 23. Kg2 Bed8 24. Bdc1 Kg7 25. Fe1 Bdc8 26. Bc2 Ba4 27. Kf3 h5 28. Ke2 Kg6 29. h3 f5 30. exf5+ Kxf5 31. f3 Fe7 32. e4+ Ke6 33. Fd2 Fd6 34. Bbc1 ½-½

### 5. játszma
Az 5. játszmában ismét a szicíliai védelem Nimzowitsch–Rossolimo-támadása került terítékre. Caruana ezúttal nem ütötte le a 4. lépésben a c6-huszárt. A megnyitásból egyik félnek sem sikerült előnyt kihoznia. A középjátékban sötét a királya előre nyomulásával némileg aktívabb játékhoz jutott, de világos leszerelte a fenyegetéseket, és a játék végül a 34. lépésben döntetlennel ért véget.
Caruana–Carlsen: 1.e4 c5 2. Hf3 Hc6 3. Fb5 g6 4. 0-0 Fg7 5. Be1 e5 6. b4 Hxb4 7. Fb2 a6 8. a3 axb5 9. axb4 Bxa1 10. Fxa1 d6 11. bxc5 He7 12. Ve2 b4 13. Vc4 Va5 14. cxd6 Fe6 15. Vc7 Vxc7 16. dxc7 Hc6 17. c3 Kd7 18. cxb4 Ba8 19. Fc3 Kxc7 20. d3 Kb6 21. Fd2 Bd8 22. Fe3+ Kb5 23. Hc3+ Kxb4 24. Hd5+ Fxd5 25. exd5 Bxd5 26. Bb1+ Kc3 27. Bxb7 Hd8 28. Bc7+ Kxd3 29. Kf1 h5 30. h3 Ke4 31. Hg5+ Kf5 32. Hxf7 Hxf7 33. Bxf7+ Ff6 34. g4+ ½-½

### 6. játszma
A 6. játszmában Carlsen első alkalommal nyitott e4-gyel, és Caruana kedvenc védelmére, az orosz védelemre (ECO C42) került sor. A korai vezércsere után érdekes középjátékra került sor, amelyben a 21. – c5 lépés után Caruana előnyösebb álláshoz jutott. A 44. lépésben Carlsen futót áldozott három gyalogért cserébe, és a vezérszárnyon levő két összekötött szabadgyalogja révén esélyes állást teremtett, Caruana azonban jól védekezett, majd a játszma végén már Carlsennek kellett tökéletesen játszania, hogy elkerülje a vereséget.
Carlsen–Caruana: 1. e4 e5 2. Hf3 Hf6 3. Hxe5 d6 4. Hd3 Hxe4 5. Ve2 Ve7 6. Hf4 Hc6 7. Hd5 Hd4 8. Hxe7 Hxe2 9. Hd5 Hd4 10. Ha3 He6 11. f3 H4c5 12. d4 Hd7 13. c3 c6 14. Hf4 Hb6 15. Fd3 d5 16. Hc2 Fd6 17. Hxe6 Fxe6 18. Kf2 h5 19. h4 Hc8 20. He3 He7 21. g3 c5 22. Fc2 O-O 23. Bd1 Bfd8 24. Hg2 cxd4 25. cxd4 Bac8 26. Fb3 Hc6 27. Ff4 Ha5 28. Bdc1 Fb4 29. Fd1 Hc4 30. b3 Ha3 31. Bxc8 Bxc8 32. Bc1 Hb5 33. Bxc8+ Fxc8 34. He3 Hc3 35. Fc2 Fa3 36. Fb8 a6 37. f4 Fd7 38. f5 Fc6 39. Fd1 Fb2 40. Fxh5 He4+ 41. Kg2 Fxd4 42. Ff4 Fc5 43. Ff3 Hd2 44. Fxd5 Fxe3 45. Fxc6 Fxf4 46. Fxb7 Fd6 47. Fxa6 He4 48. g4 Fa3 49. Fc4 Kf8 50. g5 Hc3 51. b4 Fxb4 52. Kf3 Ha4 53. Fb5 Hc5 54. a4 f6 55. Kg4 He4 56. Kh5 Fe1 57. Fd3 Hd6 58. a5 Fxa5 59. gxf6 gxf6 60. Kg6 Fd8 61. Kh7 Hf7 62. Fc4 He5 63. Fd5 Fa5 64. h5 Fd2 65. Fa2 Hf3 66. Fd5 Hd4 67. Kg6 Fg5 68. Fc4 Hf3 69. Kh7 He5 70. Fb3 Hg4 71. Fc4 He3 72. Fd3 Hg4 73. Fc4 Hh6 74. Kg6 Ke7 75. Fb3 Kd6 76. Fc2 Ke5 77. Fd3 Kf4 78. Fc2 Hg4 79. Fb3 He3 80. h6 Fxh6 ½–½

### 7. játszma
Carlsen visszatért a d4-es nyitáshoz, a 2. játszmában már játszott elhárított vezércselhez (ECO D37). A 2. játszma megnyitásától a 10. lépésben tért el. A megnyitásból egyik félnek sem sikerült előnyt kihoznia, majd a nehéztisztek cseréje után a szimmetrikus gyalogszerkezetű végjáték lépésismétléses döntetlennel ért véget a 40. lépésben.
Carlsen–Caruana: 1.d4 Hf6 2. Hf3 d5 3. c4 e6 4. Hc3 Fe7 5. Ff4 O-O 6. e3 c5 7. dxc5 Fxc5 8. Vc2 Hc6 9. a3 Va5 10. Hd2 Vd8 11. Hb3 Fb6 12. Fe2 Ve7 13. Fg5 dxc4 14. Hd2 He5 15. O-O Fd7 16. Ff4 Hg6 17. Fg3 Fc6 18. Hxc4 Fc7 19. Bfd1 Bfd8 20. Bxd8+ Bxd8 21. Bd1 Bxd1+ 22. Vxd1 Hd5 23. Vd4 Hxc3 24. Vxc3 Fxg3 25. hxg3 Vd7 26. Fd3 b6 27. f3 Fb7 28. Fxg6 hxg6 29. e4 Vc7 30. e5 Vc5+ 31. Kh2 Fa6 32. Hd6 Vxc3 33. bxc3 f6 34. f4 Kf8 35. Kg1 Ke7 36. Kf2 Kd7 37. Ke3 Ff1 38. Kf2 Fa6 39. Ke3 Ff1 40. Kf2 ½–½

### 8. játszma
A 8. játszmában ismét a szicíliai védelem került terítékre. Caruana ezúttal eltért az eddig alkalmazott 3. Fb5 lépésétől. Carlsen a Szvesnyikov- (Lasker-Pelikán) (ECO B33) változatba terelte a játszmát. A világossal játszó Caruana előnyösebben került ki a megnyitásból, a 23. és főleg a 24. h3 lépésével azonban lehetőséget adott Carlsennek ahhoz, hogy a védekezéshez megfelelő összjátékot tudjon teremteni a figurái között, kivédve a fenyegető Vh5-öt. A játszma az ezt követő cserék után a 38. lépésben döntetlenül végződött.
Caruana–Carlsen: 1.e4 c5 2. Hf3 Hc6 3. d4 cxd4 4. Hxd4 Hf6 5. Hc3 e5 6. Hdb5 d6 7. Hd5 Hxd5 8. exd5 Hb8 9. a4 Fe7 10. Fe2 0-0 11. 0-0 Hd7 12. Fd2 f5 13. a5 a6 14. Ha3 e4 15. Hc4 He5 16. Hb6 Bb8 17. f4 exf3 18. Fxf3 g5 19. c4 f4 20. Fc3 Ff5 21. c5 Hxf3+ 22. Vxf3 dxc5 23. Bad1 Fd6 24. h3 Ve8 25. Hc4 Vg6 26. Hxd6 Vxd6 27. h4 gxh4 28. Vxf4 Vxf4 29. Bxf4 h5 30. Be1 Fg4 31. Bf6 Bxf6 32. Fxf6 Kf7 33. Fxh4 Be8 34. Bf1+ Kg8 35. Bf6 Be2 36. Bg6+ Kf8 37. d6 Bd2 38. Bg5 ½–½

### 9. játszma
A 9. játszmában Carlsen visszatért az angol megnyitáshoz, amelyet a 4. játszmában már alkalmazott. A korábbi játszmájuktól ő tért el a 9. lépésben. A játszma az ellenkező színű futós végjátékban az 56. lépésben döntetlenül ért véget.
Carlsen–Caruana: 1.c4 e5 2. Hc3 Hf6 3. Hf3 Hc6 4. g3 d5 5. cxd5 Hxd5 6. Fg2 Fc5 7. O-O O-O 8. d3 Be8 9. Fg5 Hxc3 10. bxc3 f6 11. Fc1 Fe6 12. Fb2 Fb6 13. d4 Fd5 14. Vc2 exd4 15. cxd4 Fe4 16. Vb3+ Fd5 17. Vd1 Fxf3 18. Vb3+ Kh8 19. Fxf3 Hxd4 20. Fxd4 Vxd4 21. e3 Ve5 22. Fxb7 Bad8 23. Bad1 Ve7 24. h4 g6 25. h5 gxh5 26. Vc4 f5 27. Ff3 h4 28. Bxd8 Bxd8 29. gxh4 Bg8+ 30. Kh1 Vf6 31. Vf4 Fc5 32. Bg1 Bxg1+ 33. Kxg1 Fd6 34. Va4 f4 35. Vxa7 fxe3 36. Vxe3 Vxh4 37. a4 Vf6 38. Fd1 Ve5 39. Vxe5+ Fxe5 40. a5 Kg7 41. a6 Fd4 42. Kg2 Kf6 43. f4 Fb6 44. Kf3 h6 45. Ke4 Fa7 46. Fg4 Fg1 47. Kd5 Fb6 48. Kc6 Fe3 49. Kb7 Fb6 50. Fh3 Fe3 51. Kc6 Fb6 52. Kd5 Fa7 53. Ke4 Fb6 54. Ff1 Ke6 55. Fc4+ Kf6 56. Fd3 Ke6 ½–½

### 10. játszma
A 10. játszmában megismételték a 8. játszma megnyitását, a szicíliai védelem Szvesnyikov-változata került ismét terítékre. A 8. játszmához képest Caruana tért el a 12. lépésben. A világossal játszó Caruana vezérszárnyi kezdeményezéseivel szemben Carlsen a királyszárnyon próbált ellenjátékot szervezni. A játszma az 54. lépésben döntetlenül végződött.
Caruana–Carlsen: 1.e4 c5 2. Hf3 Hc6 3. d4 cxd4 4. Hxd4 Hf6 5. Hc3 e5 6. Hdb5 d6 7. Hd5 Hxd5 8. exd5 Hb8 9. a4 Fe7 10. Fe2 O-O 11. O-O Hd7 12. b4 a6 13. Ha3 a5 14. bxa5 Bxa5 15. Hc4 Ba8 16. Fe3 f5 17. a5 f4 18. Fb6 Ve8 19. Ba3 Vg6 20. Fc7 e4 21. Kh1 b5 22. Hb6 Hxb6 23. Fxb6 Vg5 24. g3 b4 25. Bb3 Fh3 26. Bg1 f3 27. Ff1 Fxf1 28. Vxf1 Vxd5 29. Bxb4 Ve6 30. Bb5 Fd8 31. Ve1 Fxb6 32. axb6 Bab8 33. Ve3 Vc4 34. Bb2 Bb7 35. Bd1 Ve2 36. Be1 Vxe3 37. Bxe3 d5 38. h4 Bc8 39. Ba3 Kf7 40. Kh2 Ke6 41. g4 Bc6 42. Ba6 Ke5 43. Kg3 h6 44. h5 Kd4 45. Bb5 Bd6 46. Ba4+ Ke5 47. Bab4 Ke6 48. c4 dxc4 49. Bxc4 Bdxb6 50. Bxe4+ Kf7 51. Bf5+ Bf6 52. Bxf6+ Kxf6 53. Kxf3 Kf7 54. Kg3 ½–½

### 11. játszma
A 11. játszmában az orosz védelem (ECO C42) került második alkalommal terítékre. Carlsen ezúttal az f3 mezőre lépett vissza a huszárjával a 4. lépésben. Az ellenkező színű futós végjáték az 55. lépésben ért véget döntetlennel.
Carlsen–Caruana: 1.e4 e5 2. Hf3 Hf6 3. Hxe5 d6 4. Hf3 Hxe4 5. Hc3 Hxc3 6. dxc3 Fe7 7. Fe3 O-O 8. Vd2 Hd7 9. O-O-O Hf6 10. Fd3 c5 11. Bhe1 Fe6 12. Kb1 Va5 13. c4 Vxd2 14. Fxd2 h6 15. Hh4 Bfe8 16. Hg6 Hg4 17. Hxe7+ Bxe7 18. Be2 He5 19. Ff4 Hxd3 20. Bxd3 Bd7 21. Bxd6 Bxd6 22. Fxd6 Bd8 23. Bd2 Fxc4 24. Kc1 b6 25. Ff4 Bxd2 26. Kxd2 a6 27. a3 Kf8 28. Fc7 b5 29. Fd6+ Ke8 30. Fxc5 h5 31. Ke3 Kd7 32. Kd4 g6 33. g3 Fe2 34. Ff8 Kc6 35. b3 Fd1 36. Kd3 Fg4 37. c4 Fe6 38. Kd4 bxc4 39. bxc4 Fg4 40. c5 Fe6 41. Fh6 Fd5 42. Fe3 Fe6 43. Ke5 Fd5 44. Kf4 Fe6 45. Kg5 Fd5 46. g4 hxg4 47. Kxg4 Fa2 48. Kg5 Fb3 49. Kf6 Fa2 50. h4 Fb3 51. f4 Fa2 52. Ke7 Fb3 53. Kf6 Fa2 54. f5 Fb1 55. Ff2 Fc2 ½–½

### 12. játszma
A 12. játszmában ismét a 8. és 10. játszmában alkalmazott szicíliai védelem Szvesnyikov-változatát játszották meg. A korábbiakhoz képest Carlsen a 8. – He7 lépésével választott új irányt. A 28. lépésben Carlsen nem lépte meg a kockázatos Fa4 lépést, amely után bástyát és két gyalogot nyerhetett volna két könnyűtiszt ellenében, és világos királyállása is igen sebezhetővé vált volna, de világos ellenjátékhoz juthatott volna. A 31. lépésben az előnyösebb állásban levő és több gondolkodási idővel is rendelkező Carlsen ajánlott döntetlent. Így az alapszakasznak mind a 12 játszmája döntetlennel zárult, és rájátszásra kerül sor.
Caruana–Carlsen: 1.e4 c5 2. Hf3 Hc6 3. d4 cxd4 4. Hxd4 Hf6 5. Hc3 e5 6. Hdb5 d6 7. Hd5 Hxd5 8. exd5 He7 9. c4 Hg6 10. Va4 Fd7 11. Vb4 Ff5 12. h4 h5 13. Va4 Fd7 14. Vb4 Ff5 15. Fe3 a6 16. Hc3 Vc7 17. g3 Fe7 18. f3 Hf8 19. He4 Hd7 20. Fd3 O-O 21. Bh2 Bac8 22. O-O-O Fg6 23. Bc2 f5 24. Hf2 Hc5 25. f4 a5 26. Vd2 e4 27. Fe2 Fe8 28. Kb1 Ff6 29. Be1 a4 30. Vb4 g6 31. Bd1 Ba8 ½–½

### A rájátszás játszmái
A négy játszmásra tervezett rájátszás első három játszmáját Carlsen nyerte, ezzel megvédte világbajnoki címét.

#### 13. játszma
Carlsen–Caruana 1.c4 e5 2. Hc3 Hf6 3. g3 Fb4 4. e4 0-0 5. Hge2 c6 6. Fg2 a6 7. 0-0 b5 8. d4 d6 9. a3 Fxc3 10. Hxc3 bxc4 11. dxe5 dxe5 12. Ha4 Fe6 13. Vxd8 Bxd8 14. Fe3 Hbd7 15. f3 Bab8 16. Bac1 Bb3 17. Bfe1 He8 18. Ff1 Hd6 19. Bcd1 Hb5 20. Hc5 Bxb2 21. Hxe6 fxe6 22. Fxc4 Hd4 23. Fxd4 exd4 24. Fxe6+ Kf8 25. Bxd4 Ke7 26. Bxd7+ Bxd7 27. Fxd7 Kxd7 28. Bd1+ Ke6 29. f4 c5 30. Bd5 Bc2 31. h4 c4 32. f5+ Kf6 33. Bc5 h5 34. Kf1 Bc3 35. Kg2 Bxa3 36. Bxc4 Ke5 37. Bc7 Kxe4 38. Be7+ Kxf5 39. Bxg7 Kf6 40. Bg5 a5 41. Bxh5 a4 42. Ba5 Ba1 43. Kf3 a3 44. Ba6+ Kg7 45. Kg2 Ba2+ 46. Kh3 Ba1 47. h5 Kh7 48. g4 Kg7 49. Kh4 a2 50. Kg5 Kf7 51. h6 Bb1 52. Ba7+ Kg8 53. Bxa2 Bb5+ 54. Kg6 Bb6+ 55. Kh5 1–0

#### 14. játszma
Caruana–Carlsen 1.e4 c5 2. Hf3 Hc6 3. d4 cxd4 4. Hxd4 Hf6 5. Hc3 e5 6. Hdb5 d6 7. Hd5 Hxd5 8. exd5 He7 9. c4 Hg6 10. Va4 Fd7 11. Vb4 Vb8 12. h4 h5 13. Fe3 a6 14. Hc3 a5 15. Vb3 a4 16. Vd1 Fe7 17. g3 Vc8 18. Fe2 Fg4 19. Bc1 Fxe2 20. Vxe2 Vf5 21. c5 0-0 22. c6 bxc6 23. dxc6 Bfc8 24. Vc4 Fd8 25. Hd5 e4 26. c7 Fxc7 27. Hxc7 He5 28. Hd5 Kh7 0–1

#### 15. játszma
Carlsen–Caruana 1.e4 c5 2. Hf3 e6 3. c4 Hc6 4. d4 cxd4 5. Hxd4 Fc5 6. Hc2 Hf6 7. Hc3 0-0 8. Fe3 b6 9. Fe2 Fb7 10. 0-0 Ve7 11. Vd2 Bfd8 12. Bfd1 He5 13. Fxc5 bxc5 14. f4 Hg6 15. Ve3 d6 16. Bd2 a6 17. Bad1 Vc7 18. b3 h6 19. g3 Bd7 20. Ff3 Be8 21. Vf2 He7 22. h3 Bed8 23. Fg2 Hc6 24. g4 Va5 25. Ha4 Vc7 26. e5 dxe5 27. Hxc5 Bxd2 28. Bxd2 Bxd2 29. Vxd2 Fa8 30. fxe5 Vxe5 31. Hd7 Vb2 32. Vd6 Hxd7 33. Vxd7 Vxc2 34. Ve8+ Kh7 35. Vxa8 Vd1+ 36. Kh2 Vd6+ 37. Kh1 Hd4 38. Ve4+ f5 39. gxf5 exf5 40. Ve3 He6 41. b4 Hg5 42. c5 Vf6 43. c6 He6 44. a4 Hc7 45. Vf4 He6 46. Vd6 Va1+ 47. Kh2 Hd4 48. c7 Vc3 49. Vc5 Ve3 50. c8=V f4 51. Vg4 1–0